# 213 v. Chr.
Portal Geschichte | Portal Biografien | Aktuelle Ereignisse | Jahreskalender | Tagesartikel

◄ |
4. Jahrhundert v. Chr. |
3. Jahrhundert v. Chr. |
2. Jahrhundert v. Chr. |
►

◄ | 230er v. Chr. | 220er v. Chr. | 210er v. Chr. | 200er v. Chr. |
190er v. Chr. |
►

◄◄ | ◄ | 216 v. Chr. | 215 v. Chr. | 214 v. Chr. | 213 v. Chr. |
212 v. Chr. |
211 v. Chr. |
210 v. Chr. |
► |
►►
Staatsoberhäupter

## Ereignisse

### Zweiter Punischer Krieg

Verlauf des Zweiten Punischen Krieges 218–202 v. Chr.

- Tiberius Sempronius Gracchus und Quintus Fabius Maximus sind Konsuln der Römischen Republik.
- Tarent wird vom karthagischen Feldherren Hannibal erobert.
- Massinissa, der König des östlichen Numidien, geht mit Karthago ein Bündnis ein.

### Katastrophen
- Römische Stadtbrände: Bei einem Brand brennen das Forum Boarium und das Forum Holitorium in Rom nieder.

### Kaiserreich China
- Zur Zeit der Qin-Dynastie erfolgt die erste geschichtlich überlieferte Bücherverbrennung: 460 Gelehrte, die gegen diese Vernichtung von Wissen protestieren, lässt Kaiser Qin Shihuangdi hinrichten.

## Gestorben
- Achaios der Jüngere, General des griechischen Seleukidenreiches und König in Kleinasien (möglicherweise erfolgte seine Hinrichtung auch im Vorjahr)
- Aratos von Sikyon, hellenistischer Staatsmann in Sikyon, Führer des Achaiischen Bundes (* 271 v. Chr.)
- Lucius Cornelius Lentulus Caudinus, römischer Senator, Politiker und Militär
- Publius Furius Philus, römischer Patrizier und Konsul
- Gaius Papirius Maso, römischer Politiker